# Апариха (Нижегородская область)
Апариха — деревня в составе Благовещенского сельсовета в Воскресенском районе Нижегородской области.

## География
Находится в правобережье Ветлуги на расстоянии примерно 7 километров по прямой на запад-северо-запад от районного центра посёлка Воскресенское.

## История
Упоминается с 1636 года как выселок из Асташихи. Входила в Варнавинский уезд Костромской губернии. В 1870 году учтено было 16 дворов и 74 жителя, в 1907 — 82 жителя. Деревня была известна как место изготовления валенок и плотницкого ремесла. В 1926 году было учтено 22 двора и 91 житель. В советское время работали колхозы им. Куйбышева и им. Молотова.

## Население
Постоянное население составляло 3 человек (русские 100 %) в 2002 году, 0 в 2010.